# Distyliopsis yunnanensis
Distyliopsis yunnanensis är en trollhasselart som först beskrevs av Ho Tseng Chang, och fick sitt nu gällande namn av Cheng Yih Wu. Distyliopsis yunnanensis ingår i släktet Distyliopsis och familjen trollhasselfamiljen. Inga underarter finns listade i Catalogue of Life.